# 母数
母数（ぼすう、 英語: parameter（パラメタ））は確率論および統計学において、確率分布を特徴付ける定数を指す。
母数（ぼすう、 英語: modulus）は数学において、楕円関数などで関数を特徴付ける定数を指す。

## 確率論
確率論では母数は確率変数の確率分布を特徴付ける数である。
例えば、正規分布の母数は、平均 {\displaystyle \mu } および分散 {\displaystyle \sigma ^{2}} である。
また、ポアソン分布の母数は、下記の定義式の中の {\displaystyle \lambda } である。
{\displaystyle f(k;\lambda )={\frac {e^{-\lambda }\lambda ^{k}}{k!}}.}
ここで、{\displaystyle k}は確率変数、{\displaystyle e} はネイピア数である。{\displaystyle \lambda } はポアソン分布に従う現象が観測される平均回数を表す。

## 統計学
統計学における母数は、基本的には上記の確率論における定義と同じだが、観察データに基づいて母集団の分布の母数を統計学的に推定すること、あるいはそれについての仮説検定法に重点を置く。
従来の頻度主義に基づく統計学では、これらの母数は不確定ではあるが何らかの値をもった定数であると考える。一方ベイズ主義の統計学では、母数を固有の分布を持つ確率変数と考え、その不確定性を確率分布で記述する。
特定の母数に基づく分布関数を仮定しないで統計学的推論を行うことも可能である。この場合にはノンパラメトリック(non-parametric)推論、それに対し分布関数を仮定する方法はパラメトリック(parametric)推論という。たとえば2組のデータ間の相関を示す指標である相関係数（広義）のうち、スピアマンの順位相関係数はノンパラメトリックな推定方法で、データの具体的な値ではなくその順位に基づいて計算するが、ピアソンの積率相関係数（普通にいう相関係数）はパラメトリックな推定方法で、データそのものの分布を仮定して計算する。
標本から求める値である統計量は、標本のもとになる母集団の母数の推定量として用いる。たとえば「標本平均」（{\displaystyle {\overline {X}}}）は母集団の「平均」母数（μ）の推定量である。

## 日本工業規格
日本工業規格では母数について2つの説明がある。1つは、「母集団分布の族 f  (x；θ1，θ2，…，θp)を考えるとき，その値を指定すれば分布が確定するような定数θ1，θ2，…，θp。例えば，正規分布は平均µと標準偏差σとの二つの母数によって定まり，ポアソン分布は平均µという一つの母数によって定まる。」2つめは、「さらに広義には，確率分布によって定まる数値。この意味では，確率分布のモーメント，すなわち平均，分散，ゆがみ，とがりなどをすべて母数ということができる。母数はサンプルについて定義される同じ名の統計量と区別するための用語である。」